# Segon Congrés Internacional d'Escriptors per a Defensa de la Cultura
El Segon Congrés Internacional d'Escriptors per a Defensa de la Cultura va tenir lloc des del 2 fins al 12 de juliol de 1937 a l'Espanya republicana (València, Madrid i Barcelona), durant la Guerra civil espanyola.

## Antecedents
El Primer Congrés Internacional d'Escriptors per a la Defensa de la Cultura es va dur a terme del 21 fins al 25 de juny de 1935 a París, i en ell es van reunir 230 delegats, pertanyents a 38 països.
El Ministerio de Instrucción Pública y Bellas Artes de España, del qual era responsable el comunista Jesús Hernández Tomás, va nomenar secretaris a Emilio Prados, Arturo Serrano Plaja i Juan Gil-Albert i els va confiar la tasca d'organitzar el 2n Congrés, que va ser inaugurat pel president de govern republicà Juan Negrín.

## Títols dels temes de discussió
- L'activitat de l'Associació
- El paper de l'escriptor en la societat
- Dignitat del pensament
- L'individu
- Humanisme
- Nació i cultura

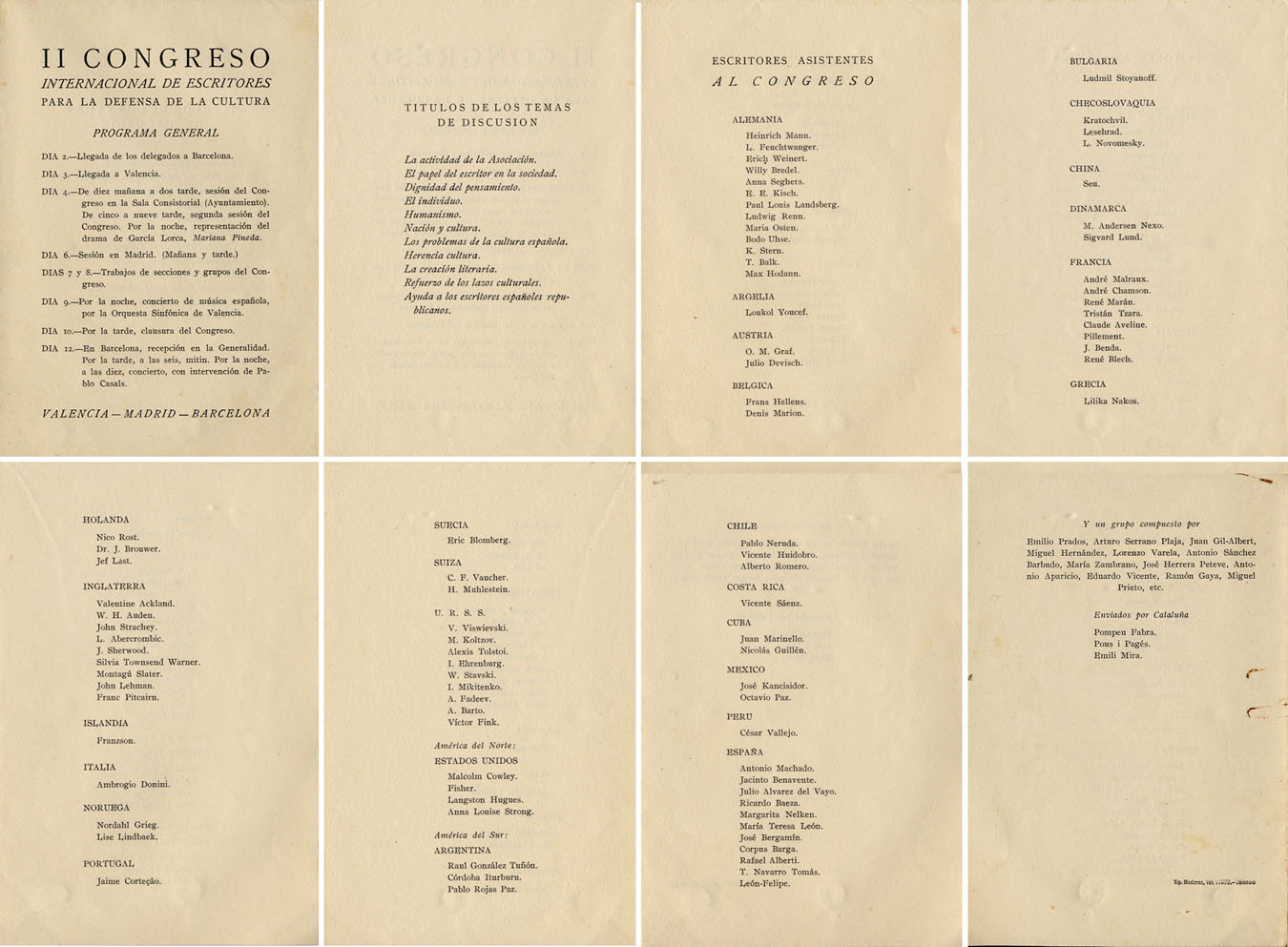
Programa del 2n Congrés

- Els problemes de la cultura espanyola
- Herència cultural
- La creació literària
- Reforç dels lligams culturals
- Ajuda als escriptors espanyols republicans

## Assistents
Van assistir al congrés al voltant de 110 delegats de 28 països, entre ells els següents:
Alemanya
- Heinrich Mann
- Lion Feuchtwanger
- Erich Weinert
- Willy Bredel
- Anna Seghers
- E. E. Kisch
- Paul-Louis Landsberg
- Ludwig Renn
- Maria Osten
- K. Stern

Argentina
- Raúl González Tuñón
- Cayetano Córdova Iturburu
- Pablo Rojas Paz

Costa Rica
- Vicente Sáenz Rojas

Cuba
- Juan Marinello Vidaurreta
- Nicolás Guillén

Dinamarca
- Martin Andersen Nexo

Espanya
- Antonio Machado
- Jacinto Benavente
- Julio Álvarez del Vayo
- Ricardo Baeza
- Margarita Nelken
- María Teresa León
- José Bergamín
- Corpus Barga
- Rafael Alberti
- Tomás Navarro Tomás
- León Felipe
- Emilio Prados
- Arturo Serrano Plaja
- Juan Gil-Albert
- Miguel Hernández
- Lorenzo Varela
- Antonio Sánchez Barbudo
- María Zambrano
- José Herrera Petere
- Antonio Aparicio
- Eduardo Vicente
- Ramón Gaya
- Miguel Prieto
- Pompeu Fabra
- Josep Pous i Pagès
- Emili Mira i López

Estats Units
- Malcolm Cowley
- Langston Hughes
- Anna Louise Strong

França
- André Malraux
- André Chamson
- René Maran
- Tristan Tzara
- Claude Aveline
- Julien Benda

Itàlia
- Ambroglio Donini

Mèxic
- José Mancisidor
- Octavio Paz

Noruega
- Nordahl Grieg
- Lise Lindbæk

Països Baixos
- Nico Rost
- Johan Brouwer
- Jef Last

Perú
- César Vallejo

Portugal
- Jaime Cortesão

Regne Unit
- Valentine Ackland
- W. H. Auden
- John Strachey
- Silvia Townsend Warner
- Montagu Slater
- Franc Pitcairn

Suècia
- Erik Blomberg

Suissa
- Hans Mühlestein

Unió Soviètica
- Vsevolod Vichnevski
- Mikhail Koltsov
- Alexis Tolstoi
- Ilya Ehrenburg
- Vladimir Stavsky

Xile
- Pablo Neruda
- Vicente Huidobro
- Alberto Romero